# Hanns Petersen
Hanns Petersen, eigentlich Hanns-Herbert Schulz (* 26. Juni 1927 in Weimar; † 9. Juni 2006 in Dresden), war ein deutscher Opernsänger (Bariton), Musikhochschullehrer und Schlagersänger.

## Laufbahn

### Studium und erste Auftritte
Hanns Petersen, der Sohn von Ella Schulz geb. Schulenburg und Walter Schulz, Solo-Cellist des Deutschen Nationaltheaters Weimar und Professor an der Leipziger Musikhochschule sowie Direktor der Weimarer Hochschule für Musik, studierte von 1942 bis 1944 als Gaststudent das Fach Violoncello und anschließend die Fächer Gesang bei Hauschild und Opernregie bei Kranz an der Hochschule für Musik Franz Liszt in Weimar von 1945–50. Nach seinem Studienabschluss begann er sowohl seine Karriere als Solist und Opernsänger am Deutschen Nationaltheater Weimar unter seinem wirklichen Namen Hanns-Herbert Schulz als auch seine Karriere als Sänger in der leichten Unterhaltungsmusik unter dem Pseudonym Hanns Petersen.

### Schlagersänger Hanns Petersen
Hanns Petersens Karriere begann als Sänger beim Rundfunk-Tanzorchester Leipzig unter der Leitung von Kurt Henkels. Petersen wurde bekannt durch seine zahlreichen Rundfunkproduktionen, Fernsehsendungen, Amiga-Schallplattenaufnahmen und öffentlichen Veranstaltungen. Erste Schallplattenaufnahmen entstanden wohl jedoch schon 1946 am Landessender Weimar. Im Juni 1951 nahm er auch am 3. Tag des Rundfunks als Sänger des Kurt Henkels-Orchesters teil. Im gleichen Jahr veröffentlichte er das populäre Lied Am Samstag um vier mit Sonja Siewert. Petersen sang auch mehrere Duette und Liebeslieder mit der deutschen Schlagersängerin Irma Baltuttis. 1959 beendete er dann seine Schlagerkarriere.

### Opernsänger Hanns-Herbert Schulz
Nach Beendigung seines Studiums war er von 1952 bis 1959 am Deutschen Nationaltheater Weimar und von 1959 bis 1962 sowie von 1965 bis 1969 an der Staatsoper Dresden (Semperoper) tätig, wo Hanns-Herbert Schulz u. a. als Nabucco, Don Giovanni, Kaspar (Der Freischütz) und Eugen Onegin große Erfolge feierte. Zwischenzeitlich (von 1962 bis 1965) war er auch am Opernhaus Leipzig als Opernsänger beschäftigt.

#### Dresdner Staatsoper (Auswahl)
- 1958 – 1966: Amonasro in Giuseppe Verdi: "Aida" – Inszenierung von Erich Geiger
- 1959 – 1965: König in Carl Orff: „Die Kluge“ – Inszenierung von Erhard Fischer
- 1962 – 1966: Graf in Wolfgang Amadeus Mozart: „Die Hochzeit des Figaro“ – Inszenierung von Erich Geiger
- 1963 – 1969: Guglielmo in W. A. Mozart: Così fan tutte – Inszenierung von Erich Geiger
- 1964 – 1966: Don Giovanni in W. A. Mozart: „Don Giovanni“ – Inszenierung von Erich Geiger
- 1960 – 1962: Schischkoff in Leoš Janáček: „Aus einem Totenhaus“ – Inszenierung von Erich Geiger
- 1960 – 1968: Sprecher in W. A. Mozart: „Die Zauberflöte“ – Inszenierung von Erhard Fischer
- 1962 – 1963, 1967: Konrad Nachtigall in Richard Wagner: „Die Meistersinger von Nürnberg“ – Inszenierung von Heinz Arnold
- 1960 – 1965: Scarpia in Giacomo Puccini: „Tosca“ – Inszenierung von Erich Geiger
- 1964: Kaspar in Carl Maria von Weber: „Der Freischütz“ – Inszenierung von Johannes Wieke
- 1959 – 1964: Escamillo in Georges Bizet: „Carmen“ – Inszenierung von Erich Geiger
- 1964 – 1968: Graf in Richard Strauss: „Capriccio“ – Inszenierung von Erich Witte

#### Berliner Staatsoper (Auswahl)
- 1956: Arbeiter Gil in Rudolf Wagner-Régeny: „Der Günstling“
- 1962: Scarpia in Giacomo Puccini: „Tosca“
- 1967: Graf in Wolfgang Amadeus Mozart: „Die Hochzeit des Figaro“

#### Deutsches Nationaltheater Weimar (Auswahl)
- Hans Foltz / und später auch Kothner in Richard Wagner: „Die Meistersinger von Nürnberg“
- König Heinrich in Richard Wagner: „Lohengrin“
- Landgraf / und später auch Wolfram von Eschenbach in Richard Wagner: „Tannhäuser“
- Fafner in Richard Wagner: „Siegfried“
- Hunding in Richard Wagner: „Die Walküre“
- Fasolt in Richard Wagner: „Das Rheingold“
- Hagen in Richard Wagner: „Götterdämmerung“
- Amfortas in Richard Wagner: „Parsifal“
- Doctor Grenvil in Giuseppe Verdi: „La traviata“

#### Opernhaus Leipzig (Auswahl)
- Wolfram von Eschenbach in Richard Wagner: „Tannhäuser“
- Fürst Igor in Alexander Porfirjewitsch Borodin: Fürst Igor – Inszenierung von Joachim Herz (1959)[6]

### Hochschullehramt

#### Hochschule für Musik Carl Maria von Weber
1970 war er ausschlaggebend an der Einrichtung der Abteilungen für Popularmusik an den Musikhochschulen in Dresden und Weimar beteiligt, wo er seine Lehrtätigkeit im Fach „Gesang“ begann und 1986 in Dresden Professor wurde. Einige namhafte deutsche Sänger, wie z. B. Reinhard Fißler, Heinz-Jürgen Gottschalk, Ike Moriz, Ute Freudenberg, Veronika Fischer, Brigitte Stefan, Tom Luca und Gerhard Schöne studierten bei ihm Gesang. Schulz unterrichtete an der Hochschule für Musik Carl Maria von Weber insgesamt für über dreißig Jahre bis kurz vor seinem Tode im Jahre 2006.

#### Hochschule für Musik Franz Liszt Weimar
Herr Schulz unterrichtete von 1968 als Lehrbeauftragter, ab 1970 als Dozent und von 1983 bis 1992 als Professor für Gesang der Abteilung Tanz- und Unterhaltungsmusik an der Hochschule für Musik Franz Liszt Weimar. Bis 1994 blieb er der Hochschule im Lehrauftrag verbunden.

### Generaldirektion für Unterhaltungskunst und Goldener Rathausmann
Hanns-Herbert Schulz war jahrelang Mitglied der Zentralen Beratergruppe bei der Generaldirektion für Unterhaltungskunst und alljährlich auch der Jury-Vorsitzende beim Nachwuchs-Schlagerfestival "Goldener Rathausmann" in Dresden.

## Diskografie

### Titelliste (Auswahl)
- Kantate 152 "Tritt auf die Glaubensbahn" (BWV 152) / Johann Sebastian Bach; in der Neufassung von Dr. W. Neuman (CD, 2019, Originalaufnahme: 21. Dezember 1951)[9]

Alle Titel erschienen bei AMIGA:
- Addio amore (Arden, Harper, Pelosi)[10]
- Addio Donna Gracia – 1951 (Friedrich Wilhelm Rust)
- Adelheid – 1951 (Willy Berking, Willi Tom Stassar)
- Am Samstag um vier (mit Sonja Siewert) – 1951 (Hans-Joachim Schulze, Bully Buhlan)
- Andalusische Märchen – 1953 (Erwin Halletz, André Hoff)
- Cordoba (Rudi Bohn, Helmuth Schattel)
- Denk´ an mich -1953 (Gerhard Honig, Willi Mok)
- Dolores – 1951 (Michael Jary, Bruno Balz)
- Dreh dich noch einmal um – 1953 (Heino Gaze, Bruno Balz)[11]
- Du hast so wunderschöne blaue Augen – 1953 (Willy Berking, Heinz Woezel)
- Ein Musikus, ein Musikus (Heino Gaze)
- Geflüster – 1953 (John Schonberger)
- Hernando´s Hideaway – 1956 (Jerry Ross, Richard Adler)
- Ich bild´ mir ein – 1954 (TV-Produktion)
- Ich habe heut´ nacht eine große Dummheit gemacht – 1953 (Rudolf Burkhardt, Carl-Ulrich Blecher)
- Ich lad´ dich ein, Cherie – 1954 (J. Marsala, Heino Gaze)
- Ich möcht´ mit dir spazieren geh´n (Günter Oppenheimer, Helmut Kießling)
- Jambalaya – 1953 (Hank Williams, Kurt Feltz)
- Jawoll, das ist Musik – 1953 (Alfred Jack, Carl-Ulrich Blecher)
- Je vous aime (Benny de Weille, Werner Loeper)
- Kleiner Bär von Berlin (Botho Lucas, H. Hinze Kriegler)
- Lass die Sorgen Sorgen sein (E. Buder, H. Hemes)
- Leg´ deine Hand in meine Hand (mit Irma Baltuttis) -1953 (Burger, S. Schmidt)
- Leise weht der Wind – 1953 (Siegfried Mai, Johannes Kretzschmar)
- Madeleine – 1954 (TV-Produktion)
- Noch vor Tag (E. P. Hoyer, Arnold Bormann)
- O, Pepita – 1952 (Harry Frank, Alfredo Zmigrod)[12]
- Reiterlied – 1951 (Sfasmann, Hans-Georg Herde, M.Koch)
- Schütt die Sorgen in ein Gläschen Wein – 1953 (Gerhard Winkler, Erich Meder)
- Seemannsgarn – 1953 (Walter Eichenberg, Johannes Kretzschmar)
- Singe, Wind – 1952 (Isaac Dunajewskij, Lebedew-Kumatsch)
- Spatz und Spätzin (mit Irma Baltuttis) – 1953 (Helmut Nier)
- Süße kleine Dorothee (Gerhard Honig, Mok)
- Tamingo – 1956 (Ernst Peter Hoyer, Arnold Bormann)
- Verlieb´ dich nicht am Nordpol – 1950 (Michael Jary, Bruno Balz)
- Wenn du wüsstest, ach, wie ich dich liebe (mit Irma Baltuttis) – 1951 (Rolf Zimmermann, Günter Klein)
- Wir sind füreinander bestimmt (mit Irma Baltuttis) – 1951 (Gerhard Winkler, Hase)